# Cynoglossus quadrilineatus
Cá bơn cát khoang mang, tên khoa học Cynoglossus quadrilineatus, một loài cá lưỡi trâu có nguồn gốc từ Ấn Độ Dương, ở vùng biển Pakistan, đến Tây Thái Bình Dương, khu vực từ Nhật Bản đến bắc Úc. Loài cá này có thể được tìm thấy ở các vùng nước lợ ở các cửa sông và ven biển đến thềm lục địa ở độ sâu từ 10 đến 400 mét (33 đến 1.312 ft). Đây là một loài cá có tầm quan trọng đối với ngành thủy sản thương mại địa phương.

## Sửa đổi phân loại
Loài này trước đây được đặt tên khoa học là C. bilineatus (Lacépède, 1802), tuy nhiên nghiên cứu của Maurice Kottelat đã xác định rằng mô tả của Lacépède về Achirus bilineatus (sau đó chuyển sang chi Cynoglossus) được lấy từ các tài liệu có nguồn gốc trực tiếp từ mô tả của Bloch về loài Pleuronectes bilineatus và do đó ám chỉ A. bilineatus của Lacépède; do đó xác định C. bilineatus là đồng nghĩa cơ bản của Pl. bilineatus (nay chuyển thành Paraplagusia bilineatus). Vì vậy, tên sớm nhất được chọn cho loài này là Plagusia quadrilineata của Bleeker.